# 이태민 (1998년)
이태민(1998년 5월 19일 ~ )는 대한민국의 축구 선수로, 포지션은 미드필더이다.